# A Sign Of The Times (álbum de Joe Pass)
A sign of the times es un álbum de Joe Pass, guitarrista de jazz de los Estados Unidos, publicado en 1967 en formato LP. La canción A sign of the times fue un éxito de Petula Clark. Incluye versiones orquestadas de éxitos del pop. Fue reeditado en CD en 2002 por la discográfica Euphoria.

## Lista de pistas
1. A sign of the times
2. The phoenix love theme
3. Nowhere man
4. Dindi
5. A summer song
6. Moment to moment

1. It was a very good year
2. Are you there
3. What now my love
4. Softly as i leave you
5. Sweet september

## Músicos
Joe Pass: guitarra.

## Créditos
- Arreglos: Bob Florencia
- Dirección de arte: Woody Woodward.
- Fotografía: Fred Poore.